# Geraldine Page
Geraldine Sue Page (ur. 22 listopada 1924 w Kirksville, zm. 13 czerwca 1987 w Nowym Jorku) – amerykańska aktorka filmowa i teatralna, laureatka Oscara za rolę w filmie Podróż do Bountiful (1985). Prócz tego była również siedmiokrotnie nominowana do tej nagrody za role pierwszo- i drugoplanowe.

## Wybrana filmografia
Filmy fabularne
- 1953: Taxi (niewymieniona w czołówce)
- 1953: Hondo jako Angie Lowe
- 1961: Lato i dym (Summer and Smoke) jako Alma Winemiller
- 1962: Słodki ptak młodości (Sweet Bird of Youth) jako Alexandra Del Lago
- 1963: Toys in the Attic jako Carrie Berniers
- 1964: Ukochane serce (Dear Heart) jako Evie Jackson
- 1966: Jesteś już mężczyzną (You're a Big Boy Now) jako Margery Chanticleer
- 1966: Trzy siostry (The Three Sisters) jako Olga
- 1967: La Chica del lunes jako Carol Richardson
- 1967: The Happiest Millionaire jako pani Duke
- 1969: Co się stało z ciocią Alicją? (Whatever Happened to Aunt Alice?) jako Claire Marrable
- 1969: Trilogy jako Sook
- 1971: Oszukany (The Beguiled) jako Martha Farnsworth, dyrektorka szkoły
- 1972: Rodeo (J.W. Coop) jako Mama
- 1972: Pete i Tillie (Pete 'n' Tillie) jako Gertrude
- 1973: Happy as the Grass Was Green jako Anna Witmer
- 1975: Dzień szarańczy (The Day of the Locust) jako Big Sister
- 1977: Bernard i Bianka (The Rescuers) jako madame Meduza (głos)
- 1977: Kwestia odwagi (Something for Joey) jako Ann Cappelletti
- 1978: Wnętrza (Interiors) jako Eve
- 1981: Słodko-gorzka autostrada (Honky Tonk Freeway) jako Maria Clarissa
- 1981: Wojna Harry’ego (Harry's War) jako „Ciotka” Beverly
- 1982: Szybciej tańczyć nie umiem (I'm Dancing as Fast as I Can) jako Jean Scott Martin
- 1984: Lalkarka (The Dollmaker) jako pani Kendrick, matka Gertie
- 1984: Parada (The Parade) jako Sarah
- 1984: Papież z Greenwich Village (The Pope of Greenwich Village) jako pani Ritter
- 1985: Wall of Glass jako Mama
- 1985: Białe noce (White Nights) jako Anne Wyatt
- 1985: Oblubienica Frankensteina (The Bride) jako pani Baumann
- 1985: Podróż do Bountiful (The Trip to Bountiful) jako pani Carrie Watts
- 1986: Opowieść o Beate Klarsfeld (Nazi Hunter: The Beate Klarsfeld Story) jako Itta Halaunbrenner
- 1986: Nieodrodny syn (Native Son) jako Peggy
- 1987: Riders to the Sea
- 1987: My Little Girl jako Molly

Seriale telewizyjne
- 1947-1958: Kraft Television Theatre (gościnnie)
- 1948-1958: Studio One (gościnnie)
- 1948-1955: The Philco Television Playhouse (gościnnie)
- 1950-1957: Robert Montgomery Presents (gościnnie)
- 1950-1959: Lux Video Theatre (gościnnie)
- 1951: Hallmark Hall of Fame jako Ksantypa (gościnnie)
- 1953-1962: General Electric Theater jako Heddie (gościnnie)
- 1955-1958: Matinee Theater (gościnnie)
- 1956-1961: Playhouse 90 jako Florry (gościnnie)
- 1968-1980: Hawaii Five-O jako Philomena Underwood (gościnnie)
- 1968-1971: The Name of the Game jako siostra Lucia (gościnnie)
- 1969-1976: Medical Center jako Ellen Davis (gościnnie)
- 1970-1973: Night Gallery jako Frances Turchin (gościnnie)
- 1973-1978: Kojak jako Edna Morrison (gościnnie)
- 1982: W imię honoru (The Blue and the Gray) jako pani Lovelace
- 1983-1991: Autostopowicz (The Hitchhiker) jako Lynette (gościnnie)

## Nagrody
- Nagroda Akademii Filmowej Najlepsza aktorka: 1985 Podróż do Bountiful
- Złoty Glob
  - Najlepsza aktorka filmie dramatycznym: 1961 Lato i dym
  - 1962 Słodki ptak młodości
- Nagroda BAFTA Najlepsza aktorka drugoplanowa: 1978 Wnętrza
- Nagroda Emmy
  - Najlepsza aktorka w miniserialu lub filmie telewizyjnym: 1967 A Christmas Memory
  - 1969 The Thanksgiving Visitor